# 유럽 헌법

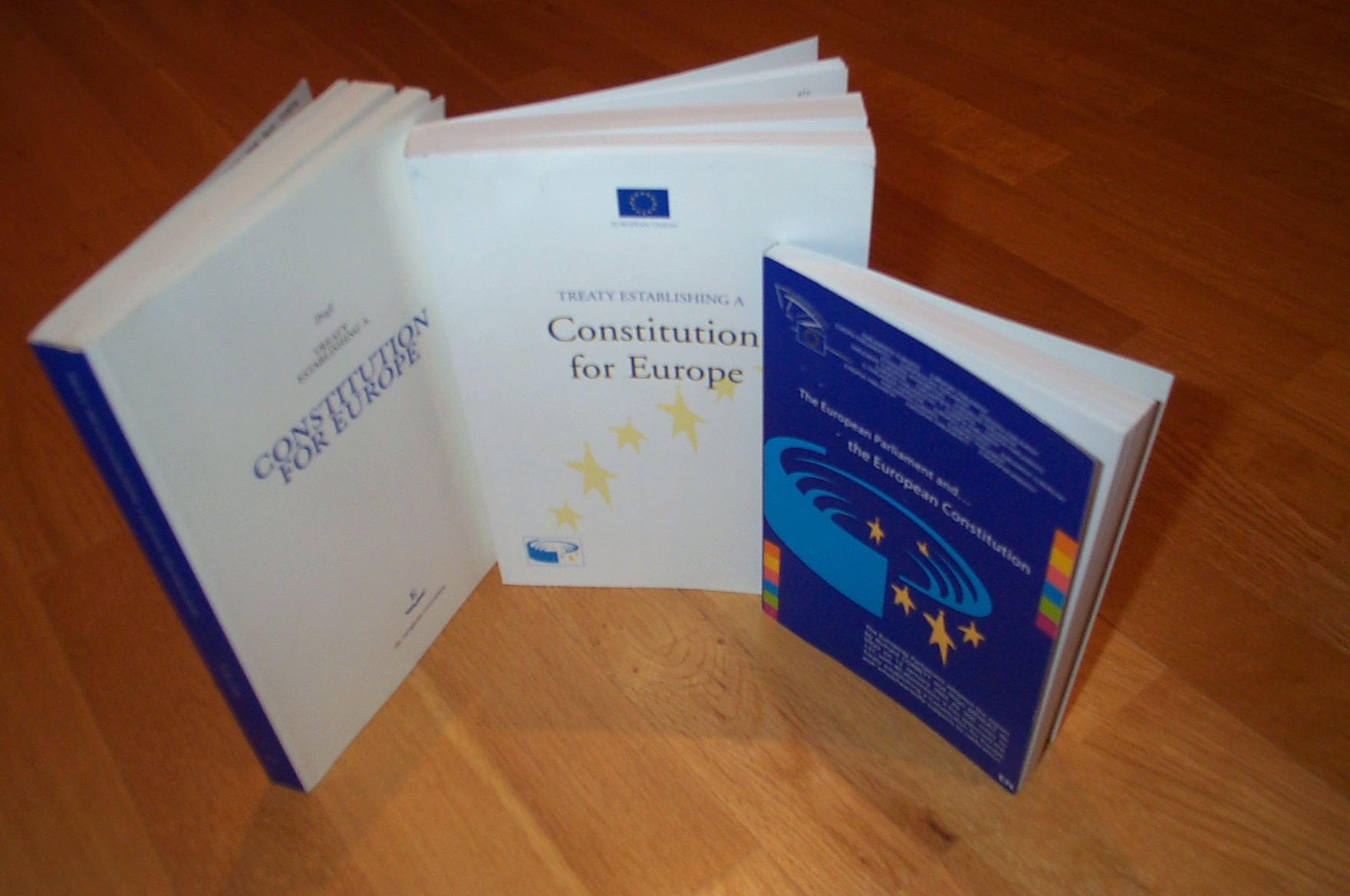
유럽 헌법 조약

유럽 헌법 제정 조약(독일어: Vertrag über eine Verfassung für Europa, 프랑스어: Traité établissant une Constitution pour l'Europe, 이탈리아어: Trattato che istituisce una Costituzione per l'Europa, 영어: Treaty establishing a Constitution for Europe)은 유럽 연합(EU) 및 유럽 공동체(EC), 유럽경제공동체(EEC), 유럽 석탄 철강 공동체(ECSC) 아래 체결, 비준된 50여 개 이상의 조약과 의정서, 부속 문서를 대신하여 이들 조약의 이념과 효력을 하나의 헌법의 형태로 집약해 유럽 연합 가맹국의 의사 결정을 통일화하려는 조약으로, 줄여서 유럽 헌법 조약이라고 부른다. 그러나 프랑스와 네덜란드에서 조약 비준이 부결되는 바람에 다른 나라들의 비준 연기와 취소가 촉발되었고 결국 기존의 유럽 헌법을 대체할 리스본 조약을 2007년 12월 13일에 체결했다.

## 역사
1957년 3월 25일 6개국이 체결한 로마 조약과 1991년 12월 10일 체결한 마스트리히트 조약에 기초를 두고 있으며 2004년 로마에 각국 수뇌, 외상이 참가해, 조약을 체결하였다. 유럽 연합에 가맹한 27개 나라에서 비준 여부를 묻는 의회로의 심의 또는 국민 투표를 진행하였다.

## 과정
1999년 유럽 이사회의 결의에 의해 유럽 연합 차원의 기본권 헌장 마련을 위한 헌법회의를 독일 쾰른에서 구성하였다. 2000년 10월에는 54개조의 유럽 연합 기본권 헌장을 의결하고 2개월 후 프랑스 니스에서 유럽 연합 기본권 헌장을 채택하였다. 2001년 12월에 벨리에 라에컴 유럽이사회에서 헌법회의 설치를 결정하였다. 2002년 12월 28일부터 2004년 6월 18일까지 총 26차례의 헌법회의가 열렸고 2004년 6월 18일 벨기에 브뤼셀에서 열린 회의에서 유럽 헌법 조약에 최종 합의하였다.

## 각 조항의 주요 내용
1. 개요-기록서(3개)와 전문과(4개부)와 설문서(3개) 내용
2. 제1부-유럽 연합의 통치기관에 대한 59개 조항
3. 제2부-유럽 연합의 기본권 헌장 내용
4. 제3부-유럽 연합의 활동 방식과 정책 범위에 대한 432개 조항
5. 제4부-10개 조항으로 만들어진 종류 규정

## 조약 비준 현황
조약의 발효를 위해서는 유럽 연합 모든 가맹국의 비준이 필요하지만, 그 절차는 각 나라에 따라 다르다. 의회 결의만으로 비준하는 국가도 있고 국민투표를 시행하는 나라도 있으며, 국민투표 또한 의회가 이에 대해 다시 비준할 수 있는 나라와 구속력을 갖는 나라로 갈린다. 또한 투표율에 따라 구속력이 생기는 나라도 있다. 2005년 2월의 스페인에서 실시된 국민투표에서는 조약이 가결되었지만, 5월의 프랑스와 6월의 네덜란드에서는 부결되었다. 이 부결로 다른 나라들의 비준이 취소되는 결과를 가져왔다.
아래는 비준 현황이다. 나라 순서는 결정 시기 순이다.

### 국민투표의 구속력이 없는 나라
| 가입국 | 투표 일자       | 비준 일자       | 결과 | 국민투표 결과               | 의회 투표 결과                                 |
| ------ | --------------- | --------------- | ---- | --------------------------- | ---------------------------------------------- |
| 스페인 | 2005년 2월 20일 | 2005년 5월 18일 | 찬성 | 찬성 76.73% (투표율 42.32%) | 하원 : 찬성 319 반대 19 상원 : 찬성 225 반대 6 |
| 덴마크 | 취소            | 취소            | 취소 | 취소                        | 취소                                           |
| 체코   | 취소            | 취소            | 취소 | 취소                        | 취소                                           |

### 국민투표의 결과가 구속력을 갖는 국가
| 가입국   | 투표 일자       | 비준 일자 | 결과 | 국민투표 결과               | 의회 투표 결과 |
| -------- | --------------- | --------- | ---- | --------------------------- | -------------- |
| 프랑스   | 2005년 5월 29일 | 취소      | 반대 | 반대 54.68% (투표율 69.34%) | 취소           |
| 폴란드   | 취소            | 취소      | 취소 | 취소                        | 취소           |
| 아일랜드 | 취소            | 취소      | 취소 | 취소                        | 취소           |

### 국민투표의 결과에 따라 구속력을 갖는 국가
| 가입국     | 투표 일자       | 비준 일자        | 결과 | 국민투표 결과               | 의회 투표 결과 |
| ---------- | --------------- | ---------------- | ---- | --------------------------- | -------------- |
| 네덜란드   | 2005년 6월 1일  | 취소             | 반대 | 반대 61.54% (투표율 63.30%) | 취소           |
| 룩셈부르크 | 2005년 7월 10일 | 2005년 10월 25일 | 찬성 | 찬성 56.52% (투표율 87.77%) | 찬성 57 반대 1 |
| 영국       | 취소            | 취소             | 취소 | 취소                        | 취소           |

### 의회의 결의로 비준 여부를 결정하는 나라
| 의회       | 날짜             | 결과 | 투표 결과                                       |
| ---------- | ---------------- | ---- | ----------------------------------------------- |
| 리투아니아 | 2004년 11월 11일 | 찬성 | 찬성 84 반대 4                                  |
| 헝가리     | 2004년 12월 20일 | 찬성 | 찬성 322 반대 12                                |
| 유럽 의회  | 2005년 1월 12일  | 찬성 | 찬성 500 반대 137                               |
| 슬로베니아 | 2005년 2월 1일   | 찬성 | 찬성 79 반대 4                                  |
| 이탈리아   | 2005년 4월 6일   | 찬성 | 하원 : 찬성 436 반대 28 상원 : 찬성 217 반대 16 |
| 그리스     | 2005년 4월 19일  | 찬성 | 찬성 268 반대 17                                |
| 슬로바키아 | 2005년 5월 11일  | 찬성 | 찬성 116 반대 27                                |
| 스페인     | 2005년 5월 18일  | 찬성 | 하원 : 찬성 319 반대 19 상원 : 찬성 225 반대 6  |
| 오스트리아 | 2005년 5월 25일  | 찬성 | 하원 : 찬성 182 반대 1 상원 : 찬성 59 반대 3    |
| 독일       | 2005년 5월 27일  | 찬성 | 하원 : 찬성 569 반대 23 상원 : 찬성 66 반대 3   |
| 라트비아   | 2005년 6월 2일   | 찬성 | 찬성 71 반대 5                                  |
| 키프로스   | 2005년 6월 30일  | 찬성 | 찬성 30 반대 19                                 |
| 몰타       | 2005년 7월 6일   | 찬성 | 찬성 65                                         |
| 벨기에     | 2006년 2월 8일   | 찬성 | 하원 : 찬성 118 반대 18 상원 : 찬성 54 반대 9   |
| 에스토니아 | 2006년 5월 9일   | 찬성 | 찬성 73 반대 1                                  |
| 핀란드     | 2006년 12월 5일  | 찬성 | 찬성 125 반대 39 기권 4                         |
| 스웨덴     | 취소             | 취소 | 취소                                            |
| 체코       | 취소             | 취소 | 취소                                            |

### 가입과 함께 결정
2007년 1월 1일에 가입한 불가리아와 루마니아는 유럽 연합 가입에 대한 비준과 함께 유럽 헌법에 대한 비준을 함께 결정했다.
| 의회     | 날짜            | 결과 | 투표 결과       |
| -------- | --------------- | ---- | --------------- |
| 불가리아 | 2005년 5월 11일 | 찬성 | 찬성 231 반대 1 |
| 루마니아 | 2005년 5월 17일 | 찬성 | 찬성 434 반대 0 |

## 같이 보기
- 유럽 연합의 조약